# Power Macintosh 8500
Power Macintosh 8500 (model 120 MHz w Japonii był znany także jako Power Macintosh 8515) – komputer osobisty firmy Apple posiadający czytnik płyt CD-ROM oraz wbudowane głośniki. Procesorem komputera był PowerPC 604. Komputer debiutował 8 sierpnia 1995 roku.
W 1997 8500 został zastąpiony przez Power Macintosha 8600.

## Dane[1]
- Procesor: PowerPC 604, 120, 132, 150 i 180 MHz
- Pamięć ROM: 4-16 MB
- Pojemność dysku twardego: 2 GB